# Hot Slots
Hot Slots, noto in Giappone come AV Pachisuro (AVパチスロ?), è un videogioco sviluppato da Idea-Tek e pubblicato da Hacker International e Panesian nel 1991 per Nintendo Entertainment System. È il terzo ed ultimo titolo del trio di giochi dai contenuti pornografici da essa pubblicato per la console Nintendo, del quale fanno parte anche Peek-A-Boo Poker e Magic Bubble.

## Modalità di gioco
Il gioco è un semplice simulatore di slot machine.
All'inizio di ogni partita viene richiesto al giocatore di scegliere fra tre slot machine: Cutie Bunny, Juicy Fruits, o Las Vegas. Ogni macchina ha aspetto e temi musicali differenti. Dopo aver acquisito i gettoni si può far girare la macchina. Mentre questa gira, il giocatore può selezionare un'altra slot machine per tentare la fortuna due volte insieme. La macchina non si ferma da sola, ma va fermata dal giocatore premendo uno dei tasti direzionali.
Ogni slot machine è accompagnata da una hostess, che appare ad intervalli quando il giocatore vince o supera una certa soglia di dollari vinti. Quando si raggiunge la soglia dei 210$, la donna viene mostrata per intero, parzialmente vestita. Raggiunta la soglia dei 300$ è mostrata in topless. Raggiunti i 450$ è mostrata completamente nuda.